# Die Ameisenkultur
Die Ameisenkultur (ISBN 3-442-23163-9, 1972, Orig.: Half Past Human, 1971) ist ein Science-Fiction-Roman des US-amerikanischen Schriftstellers T. J. Bass. Der Roman ist eine Zusammenführung der beiden Kurzgeschichten Half Past Human aus dem Jahr 1969 und G.I.T.A.R. erschienen 1970. Der Roman gehört zur Hive-Reihe und wird im Roman Der Gott-Wal fortgesetzt.
Seine Romane Die Ameisenkultur und Der Gott-Wal wurden für den Nebula Award nominiert. Ameisenkultur entstand als Kurzgeschichte, die Bass später dann zu einem Roman ausbaute. Seinen medizinischen Hintergrund nutzte er, um ein bis heute unerreichtes realistisches Niveau in seinen Geschichten zu erreichen. Beide Romane erzählen von einer menschenähnlichen Rasse mit nur vier Zehen, der alle Aggressivität verloren gegangen ist.

## Handlung
In Bass’ Zukunftsvision der Erde dient die Biota als Bestandteil der Nahrungskette. Die menschliche Wissenschaft hat es geschafft, eine Rasse vierzehiger, kurzlebiger Humanoiden zu züchten. Dabei wurde darauf geachtet, störende Eigenschaften wie Aggressivität, Neugier und vergleichbare Attribute im Laufe des Zuchtprogramms aus dem Verhalten der neu entstandenen Rasse herauszuzüchten. Die fünfzehige Menschheit, genannt Buckeyes,  bedient sich sogenannter Biofarmen, um die neue Rasse zu mästen. Dieser drastische Schritt entstand durch das Aussterben allen tierischen Lebens, so dass nur die Menschen die Erde bevölkern und deshalb Menschen Teil der Nahrungskette geworden sind und speziell zu diesem Zweck gezüchtet werden.
Der Konflikt zwischen vierzehigen Menschen, die wie Ungeziefer durch die Hive-Security gejagt werden, und den ursprünglichen Menschen, bildet den Hintergrund des Romans. Etwas Merkwürdiges geht vor, als bemerkt wird, dass die primitive Rasse Anzeichen einer Entwicklung mit ungewissem Ziel zeigt, die aber die Balance des Hive stören wird. Es scheint sich eine dritte Fraktion entwickelt zu haben, die unermüdlich einen recht erfolgreichen Kampf gegen die computergesteuerte Balance dieser Welt führen. Immer häufiger sind Auseinandersetzungen an der Tagesordnung, die in eine epische Schlacht zwischen vier- und fünfzehigen Menschen auszuufern droht.